# Metopoplax ditomoides

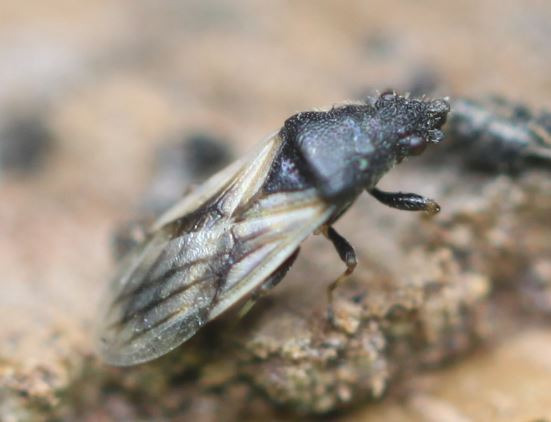
Osobnik sfotografowany w Walldorf

Metopoplax ditomoides – gatunek pluskwiaka z podrzędu różnoskrzydłych i rodziny skupieńcowatych. Fitofag rumianów, rumianków, krwawników i lebiodek. Pierwotnie miał zasięg południowo-zachodniopalearktyczny (głównie śródziemnomorski); obecnie znajduje się w ekspansji na północ, a ponadto został zawleczony do nearktycznej Ameryki Północnej i do Ameryki Południowej.

## Taksonomia
Gatunek ten został opisany po raz pierwszy w 1847 roku przez Achillego Costę pod nazwą Pachymerus ditomoides. W 1861 roku Franz Xaver Fieber przeniósł go do nowego rodzaju Metopoplax, jako jego gatunek typowy.

## Morfologia
Pluskwiak o ciele długości od 3,4 do 4 mm. Głowę, przedplecze i tarczkę ma ciemno lub czarno ubarwione, gęsto punktowane i porośnięte długimi, białymi szczecinkami. Spłaszczony i silnie rozszerzony (szpatułkowaty) nadustek odróżnia go od M. origami, jedynego rodzimego dla Polski przedstawiciela rodzaju. Półpokrywy mają jasny kolor do wręcz białawego. Użyłkowanie ich zakrywek może być bezbarwne lub brązowe.

## Biologia i ekologia
Owad ten jest fitofagiem ssącym soki roślin z rodzajów rumian, rumianek, krwawnik i lebiodka. Do rozrodu przystępuje w maju i czerwcu. Kopulacja ma miejsce na roślinach żywicielskich. W sprzyjających warunkach w ciągu jednego roku pojawia się drugie pokolenie, które rozmnaża się w sierpniu. Wykazuje aktywność do września. Zimę imagines spędzają, hibernując w ściółce lub pod odstającą korą, nierzadko w dużej odległości od stanowisk roślin pokarmowych.

## Rozprzestrzenienie
Pierwotny zasięg gatunku obejmuje strefę śródziemnomorską i zachód Europy, jednak w ostatnim czasie wykazuje on ekspansję w kierunku północnym, jak i bywa zawlekany do różnych rejonów świata, prawdopodobnie za pomocą statków z transportami materiału roślinnego.
W Europie znany jest z Portugalii, Hiszpanii, Francji, Wielkiej Brytanii, Belgii, Luksemburga, Holandii, Niemiec, Szwajcarii, Włoch, Malty, Polski, Czech, Słowacji, Węgier, Bośni i Hercegowiny, Serbii, Czarnogóry, Macedonii Północnej, Bułgarii i południowej Rosji (po obwód astrachański i Kaukaz). W Afryce Północnej podawany jest z Maroka, Tunezji, Algierii i Libii. W Azji występuje w Turcji i Syrii.
W Anglii historycznie był to gatunek tylko rzadko zawlekany, jednak w XXI wieku utworzył stabilne populacje na południu kraju i w niektórych latach bywa liczny. W Belgii po raz pierwszy doniesiono o jego znalezieniu w 1997 roku. W Niemczech dawniej występował tylko w południowo-zachodniej części kraju. W pierwszej dekadzie XXI wieku rozprzestrzenił się osiągając Nadrenię, Dolną Saksonię i Saksonię-Anhalt. W Polsce po raz pierwszy znaleziono go w 2019 roku w Bielanach Wrocławskich. 10 martwych okazów odkryto na paletach, prawdopodobnie przywiezionych z Francji.
W nearktycznej Ameryce Północnej odnaleziono go pierwszy raz w 1998 roku w Oregonie. Stamtąd szybko się rozprzestrzenił, zasiedlając obszar od Kalifornii przez Waszyngton po Kanadę. W 2015 roku gatunek ten wykryto na pacyficznym wybrzeżu Chile.